# Albert Lord
Albert Bates Lord, född 15 september 1912 i Boston, Massachusetts, död 29 juli 1991 i Cambridge, Massachusetts, var en amerikansk professor i slavisk och jämförande litteraturvetenskap vid Harvard University som fortsatte Milman Parrys forskning om epik efter dennes död. Lord skrev boken The Singer of Tales, som första gången utgavs 1960. Hans fru Mary Louise Lord fullbordade och redigerade hans manuskript till en uppföljare The Singer Resumes the Tale, som utgavs postumt 1995 och som stöder och utvidgar Lords tidigare slutsatser. 
Lord demonstrerade hur olika stora antika epos från Europa och Asien var arvtagare till en tradition av inte bara muntligt framförande utan även muntligt ”författande”. Han argumenterade kraftfullt för en fullständig åtskillnad mellan de icke skrivkunniga författarna till den homeriska epiken och de skrivare som senare skrev ned dem, och hävdade att de texter som har bevarats var transkriptioner gjorda av en åhörare av ett enskilt framförande av berättelsen. Berättelsen själv har ingen definitiv textm utan består av oräkneliga varianter som var och en improviseras av berättaren medan han berättar, med utgångspunkt i ett memorerat lager av formler, tematiska konstruktioner och berättade händelser. Improvisationen är mestadels omedveten; eposberättare tror att de samvetsgrant återberättar historien som den traderats till dem, fastän den verkliga text som de framför kan skilja sig avsevärt från dag till dag eller från berättare till berättare. 
Albert Bates Lord studerade inte bara fältinspelningar av bosniska hjälteepos och de homeriska eposen, utan också Beowulf, Gilgamesh, Rolandsången med mera. Han fann stora likheter mellan dessa olika berättartraditioner vad gäller det muntliga författandet. 